# Rhombodera basalis
Rhombodera basalis é uma espécie de inseto da família Mantidae.